# 輸出入取引法
輸出入取引法（ゆしゅつにゅうとりひきほう、昭和27年8月5日法律第299号）は、不公正な輸出取引を防止し、ならびに輸出取引および輸入取引の秩序を確立し、もって外国貿易の健全な発展を図ることに関する法律である。

## 構成
- 第一章　総則（第1条・第2条）
- 第二章　輸出取引の公正（第3条・第4条）
- 第三章　輸出に関する協定（第5条―第7条）
- 第四章　輸出組合（第8条―第19条）
- 第五章　輸入組合（第19条の2―第27条）
- 第六章　輸出に関する命令（第28条―第32条の2）
- 第七章　雑則（第33条―第40条の2）
- 第八章　罰則（第41条―第51条）
- 附則